# Nordseegarnele
Die Nordseegarnele (Crangon crangon), auch Sand- oder Strandgarnele, Granat, Porre, Knat, Graue Krabbe, in der Mehrzahl Porren oder Nordseekrabben, in der Küchensprache generisch Krabben genannt, ist eine kleine Art aus der Gattung Crangon innerhalb der Familie der Crangonidae. Aufgrund ihrer langgestreckten Gestalt, ihrer filigranen Beine, kleinen Scheren und langen Antennen wird sie zu den Garnelen gerechnet.

## Merkmale
Nordseegarnelen können ausgewachsen eine Länge von bis zu 9,5 Zentimetern erreichen, männliche Tiere bleiben kleiner. Sie haben lange Antennen, und wie bei den meisten Zehnfußkrebsen ist das erste Gliedmaßenpaar scherenähnlich ausgebildet. Die Schere besteht aus einem kleinen Endglied, das taschenmesser-artig gegen ein massiges Grundglied angeklappt wird, eine sog. Subchela.

### Äußerer Körperbau

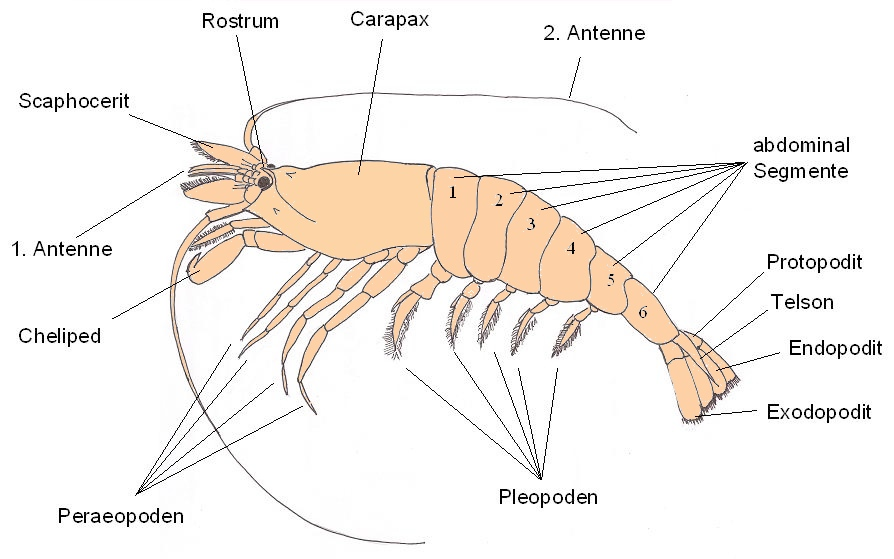
Schematische Zeichnung einer Nordseegarnele

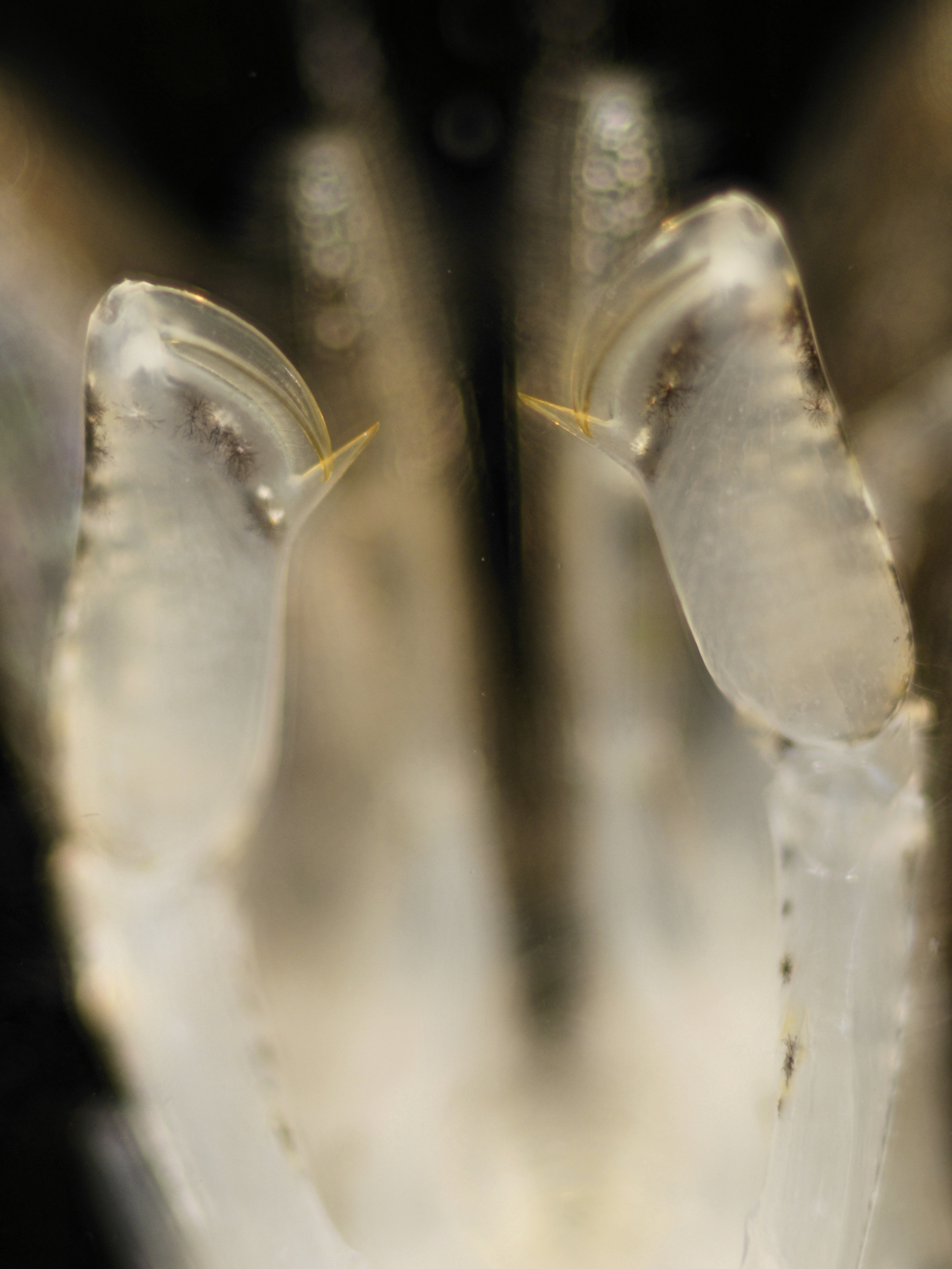
Subchelae der Nordseegarnele

Der schlanke Körper der Nordseegarnele besitzt einen fast runden Querschnitt, seine Farbe ist gräulich-braun. Vorne befinden sich die Stielaugen, die zweiästigen ersten Antennen (Antennulen) und die langen zweiten Antennen mit zwei schuppigen Anhängen, den Scaphoceriten. Darunter sind fünf Schreitbeinpaare. Die starken Subchelae des ersten Beinpaars erbeuten die Nährtiere. Das zweite Beinpaar mit kleiner Schere ist spezialisiert auf Putzen des Körpers und des Eigeleges. Der gegliederte und muskulöse Hinterkörper hat fünf gefiederte Schwimmbeinpaare und einen von den Uropoden und Telson gebildeten Schwanzfächer. Am ersten Schwimmbeinpaar haben Weibchen einen hasenohrähnlichen Anhang. Männchen tragen am zweiten Schwimmbeinpaar einen klammerartigen Anhang (Appendix masculina). Der Schwanzfächer dient durch ruckartiges Einklappen der schnellen Flucht vor Feinden, der dafür ausgebildete, massive Muskel bildet das kommerziell genutzte "Krabbenfleisch".

### Innere Organe
Nährtiere oder mit den Mundgliedmaßen abgeteilte Stücke davon gelangen über Mund und Schlund in den Kaumagen, danach in den verästelten Mitteldarmkomplex und schließlich in den Enddarm. Die Reste verlassen den After. Die grüne Antennendrüse mit nierenähnlicher Funktion hilft beim Anpassen an Salzgehaltunterschiede. Die Kiemen versorgen den Körper mit Sauerstoff über einen offenen Blutkreislauf, der durch das Herz angetrieben wird. Statocysten an der Basis der 1. Antennen signalisieren beim Auf- und Abschwimmen im freien Wasser die Lage. Ein Gangliensystem steuert alle Bewegungen und Sinnesfunktionen. Der Häutungsvorgang ist hormonell beeinflusst.

### Galerie

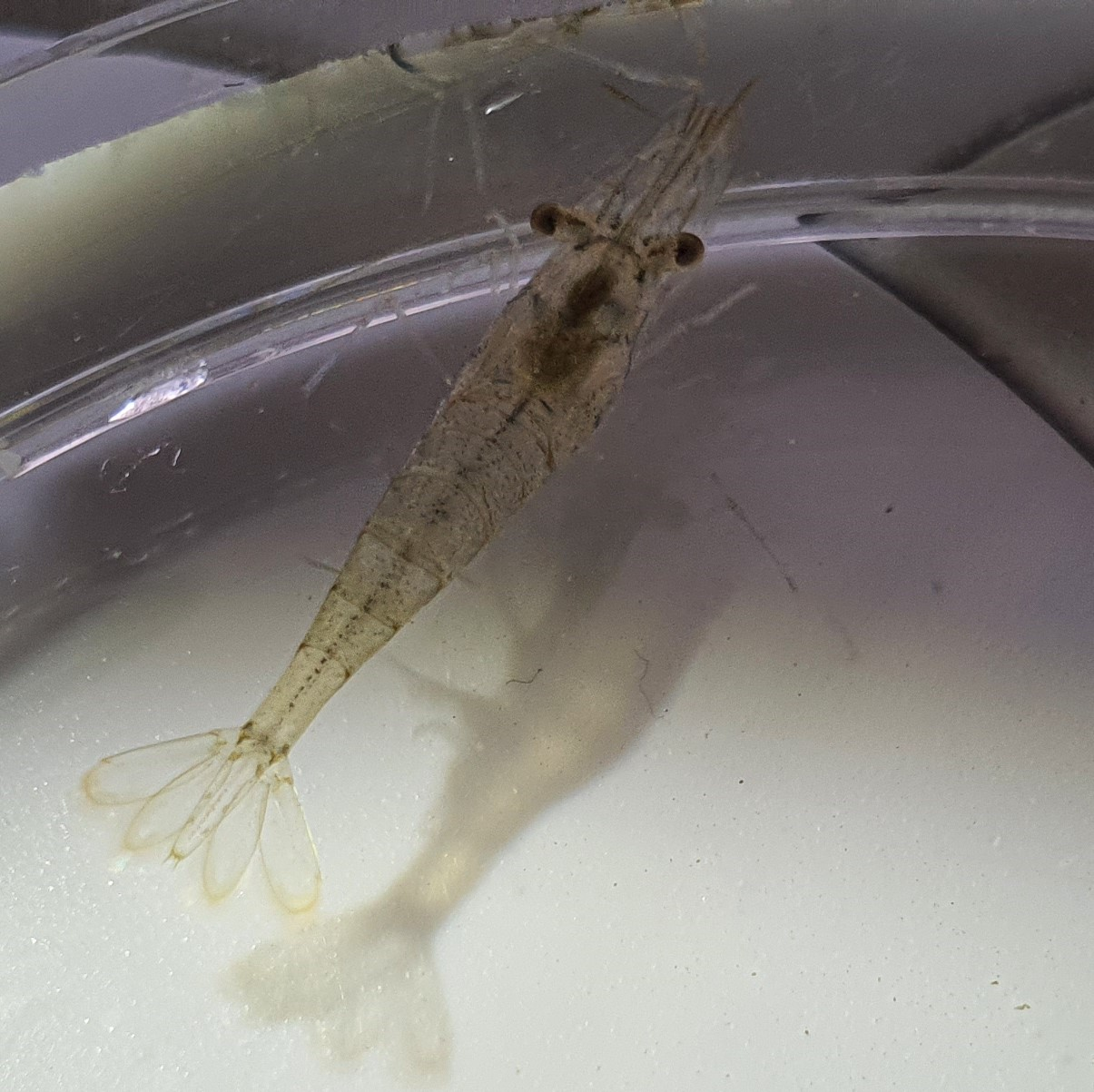
Jungtier
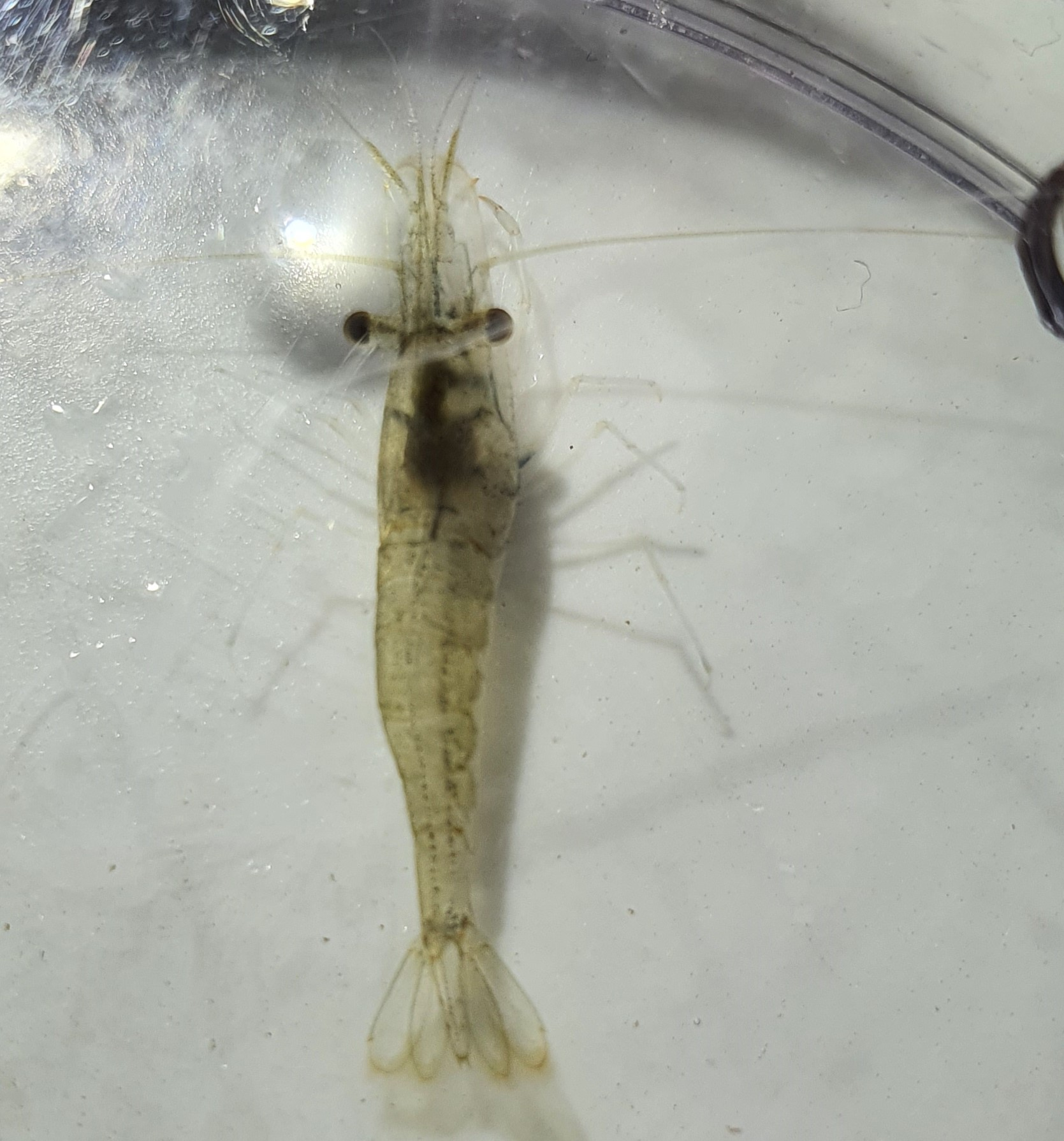
Jungtier

## Verbreitung
Das Verbreitungsgebiet der Nordseegarnele erstreckt sich vom Weißen Meer bis zur Atlantikküste Marokkos. Sie ist die am weitesten verbreitete Garnelenart der sandigen und schlickigen Küsten des Ostatlantiks und die einzige marine Garnele mit fischereiwirtschaftlicher Bedeutung für Deutschland.
Weitere kleine Vorkommen finden sich in Ostsee, Mittelmeer und Schwarzem Meer. Ihr Nordseebestand ist mit einer wirtschaftlich bedeutungslosen Anzahl Crangon allmanni untermischt.
Seit 2003 wurden einzelne Exemplare, später dann größere Mengen in der Nähe von Reykjavík gefunden. Es wird vermutet, dass der Transport im Ballastwasser von Schiffen erfolgte und die Meereserwärmung jetzt eine Population ermöglicht.
Nordseegarnelen leben weit überwiegend im Bereich von Flussmündungen, mit den hier stark wechselnden Salzgehalten kommen sie gut zurecht. Der verminderte Salzgehalt schützt die Tiere sogar gegen viele marine Fischarten, außerdem liefern Flüsse große Mengen Nährstoffe. Es gibt Hinweise darauf, dass Nordseegarnelen von der unbeabsichtigten Düngung des Meeres durch eingeschwemmte Düngemittel (vor allem Phosphat) profitiert  haben. Vor der Winterkälte ziehen sie sich in tieferes Wasser zurück.

## Fortpflanzung
Die Fortpflanzung erfolgt überwiegend nachts im Alter von einem Jahr von April bis Juni und von Oktober/November bis März. Im Mittelmeer und in der Ostsee gibt es nur eine jährliche Fortpflanzungsperiode, diese liegt im Mittelmeer im Winter, in der Ostsee im Sommer. An manchen Abschnitten der Atlantikküste werden drei Fortpflanzungsperioden angegeben, die sich weit überlappen, so dass das ganze Jahr eiertragende Weibchen zu beobachten sind. Krabbenfischer haben in ihrem Fang überwiegend weibliche Garnelen. Männliche Garnelen, die im selben Alter kleiner und schlanker sind, gelangen nur spärlich in die Sortierung „Speisekrabben“. Für die Fortpflanzung ist das günstig, weil zum Laichen bereite Garnelen nur kurz nach der Häutung begattet werden können. Die Geschlechtsreife tritt in etwa bei einer Körpergröße von 35 bis 40 mm ein; sie ist schwierig festzustellen, bei den Männchen gibt es überhaupt kein äußerliches Anzeichen dafür. Kämpfe rivalisierender Männchen um ein Weibchen wurden bisher nicht beobachtet. Die Männchen finden das Weibchen vermutlich über Duftstoffe, drehen es auf den Rücken und setzen ihre Spermatophore an die weiblichen Genitalporen. Das Weibchen wehrt danach weitere Begattungsversuche ab.
Ein bis zwei Tage danach treten die befruchteten Eier aus. Das Weibchen befestigt diese an speziell herangewachsenen Borsten an der Unterseite des Hinterleibs. Im Laufe eines  Jahres erzeugt eine Garnele 3 bis 6 Eigelege (insgesamt ca. 10 000 bis 20 000 Eier). Die Larven schlüpfen im Sommer nach einem Monat, im Winter nach drei Monaten. Die ersten sechs Larvenstadien leben zunächst freischwimmend im tieferen Wasser, wandern aber schließlich in das Flachwasser von tidebeeinflussten Watten und Seemarschen ein, wo sie zur bodenlebenden Lebensweise übergehen. Sie sind dann etwa 5 Millimeter lang. Die Tiere fressen im Tidebereich und lassen sich mit dem Ebbestrom in die Priele zurücktreiben, wo sie die nächste Flut abwarten. Nach etwa 25 Häutungen entwickeln sich daraus geschlechtsreife Nordseegarnelen.
Innerhalb der Wissenschaft ist es seit längerer Zeit umstritten, ob Nordseegarnelen bei Erreichen einer bestimmten Körpergröße regelmäßig vom männlichen zum weiblichen Geschlecht wechseln ("protandrische Hermaphroditen"), entsprechende Verhältnisse sind bei Krebsarten weit verbreitet. Nach neueren Experimenten scheint eine solche  Geschlechtsumwandlung selten vorzukommen.

## Verhalten
Die größeren Tiere halten sich bevorzugt im tieferen Wasser auf. Der Nachwuchs der Nordseegarnele nutzt das Wattenmeer nur in der warmen Jahreszeit, um sich vor Räubern zu schützen. Im Sommer ziehen manchmal neben jungen auch größere Garnelen weit ins Brackwasser der Flussmündungen. Mit der Flut kommen sie auf das Watt, mit der Ebbe sammeln sie sich in Prielen. Bei Frostwetter verlassen sie das dann stark auskühlende Flachwasser.
Sie vergraben sich meist flach im Sand, um Schutz vor Vögeln, Fischen und jungen Robben zu suchen. Pigmentzellen ermöglichen es der Garnele, ihren Krebspanzer farblich an den Wattboden anzupassen. Nordseegarnelen werden erst mit eintretender Dunkelheit zum Fressen aktiv, sie sind Lauerjäger, die Beute nicht aktiv jagen. In der Ernährung sind sie Opportunisten, die Beute je nach Häufigkeit auswählen und dabei auch kleine Artgenossen nicht verschmähen. Wichtigste Beutetiere sind bodenlebende Kleinkrebse (Flohkrebse, Mysiden, Ruderfußkrebse), Würmer (Vielborster), aber auch Jungfische. Verbreitet ist Fressen an den aus dem Sand vorgestreckten Siphonen von eingegrabenen Muscheln. Durch ihre Häufigkeit sind sie in ihrem Lebensraum ökologische Schlüsselarten mit hoher Auswirkung auf ihre Beutetiere.
Durch ihre Häufigkeit sind Nordseegarnelen auch für Jäger (Prädatoren) von hoher Bedeutung. Bei einer Untersuchung in England erwies sich die Dichte der Garnelen im langjährigen Mittel trotz mehr als zehnfacher Schwankung der Jungtierproduktion als überraschend konstant, dafür könnte in erster Linie der Fraßdruck von Fischen verantwortlich sein, für die alle Garnelen, die bei Ebbe in den engen Restwasserflächen kein gutes Versteck finden, leichte Beute sind. Wichtigster Feind der Garnelen war hier der Wittling. Wichtig sind Garnelen als Nahrung auch für zahlreiche Seevogelarten.

## Fang und Verarbeitung

### Fang
Spätestens seit dem 17. Jahrhundert wurden die Nordseegarnelen mit Netzen (auch Schiebehamen genannt) im Wattenmeer gefangen.
An der belgischen Küste werden auch heute noch zu touristischen Zwecken Nordseegarnelen von Fischern zu Pferde gefangen. An den flachen Nordseestränden der belgischen Küste ziehen Kaltblüter die Netze hinter sich her. Der Fang wird sofort am Strand gekocht und verkauft, beispielsweise beim Krabbenfest in Oostduinkerke/Flandern.
Seit dem Ende des 19. Jahrhunderts wird von Krabbenkuttern aus mit der Baumkurre gefischt. Dabei wird ein Grundschleppnetz über den Meeresboden geschleppt. Der Fang in den kalten Monaten (etwa Ende November bis Februar) fällt geringer oder ganz aus, weil die Nordseegarnelen sich dann in die tieferen Gewässer zurückziehen.
Der Umfang der Fänge betrug 2005 in der Nordsee etwa 38.000 Tonnen, im Jahr 2011 waren es 33.400 Tonnen. Damit ist die Garnelenfischerei in ihrer Bedeutung unter den Nordseefischereien an dritter Stelle.

### Beifang und Kochen
Nach Aussortierung des Beifangs (Gammel), der möglichst noch lebend über Bord geworfen wird, werden die leicht verderblichen Nordseegarnelen bereits an Bord mit Seewasser lebendig abgekocht. Sie sehen danach rosa bis rotbraun aus und haben sich in Richtung der Körperunterseite gekrümmt.

### Sortieren und Konservieren
An Land werden die Nordseegarnelen mit der sogenannten Krabbensortiermaschine nach Größe sortiert. Hierbei wird auch ein Gemisch aus Kochsalz, Benzoesäure und Zitronensäure zur Konservierung auf die Nordseegarnelen aufgetragen. Ein kleiner Teil des Fangs wird direkt vom Kutter oder in Küstennähe ungeschält verkauft.

### Manuelles Schälen
Vor dem Verzehr müssen die gekochten Nordseegarnelen beim sogenannten Krabbenpulen geschält werden. Von drei Kilogramm verbleibt nach dem Schälen ungefähr ein Kilogramm Fleisch. 100 g Fleisch enthalten ca. 369 kJ (= 87 kcal), 18,6 g Eiweiß, 1,44 g Fett, 130 µg Jod. Kopf und Hinterteil des Tieres werden jeweils zwischen zwei Finger genommen, der Panzer wird in der Mitte geknickt und mit einer Drehbewegung zu beiden Seiten abgezogen.
Bis in die 1960er Jahre wurde das Krabbenpulen in Deutschland größtenteils in Heimarbeit erledigt. Heute verbieten EU-Vorschriften aus hygienischen Gründen das Pulen in Heimarbeit für den Verkauf. Im Rahmen der Globalisierung wurde dieser Arbeitsvorgang etwa nach Marokko, Polen und Belarus verlagert.

### Krabbenschälmaschine
Seit den 1980er Jahren sind von mehreren Erfindern Patente angemeldet worden, und es werden einige funktionierende Maschinen betrieben, so in Spieka-Neufeld und im Schälzentrum Nordwest in Zusammenarbeit mit der Butjadinger Fischereigenossenschaft. Die Ausbeute an gewonnenem Garnelenfleisch ist bei der maschinellen Schälung offenbar jedoch geringer und der Prozess nach wie vor insgesamt deutlich teurer als die Bearbeitung per Hand im Ausland. Vorteilhaft ist jedoch die mögliche Reduktion von Transportzeiten und der damit deutlich geringere Einsatz von Konservierungsstoffen. Derzeit befindet sich eine neuartige Form der Krabbenschälmaschine auf der Basis von Ultraschallwellen in Erprobung durch das Thünen-Institut für Seefischerei. Durch diese könnte eine wirtschaftliche Schälung im Inland und somit eine Steigerung der Wertschöpfung möglich werden. Das Land Niedersachsen unterstützt das Forschungsprojekt mit rund 2,3 Millionen Euro.
Die Rückstände aus dem Verarbeitungsprozess sind eine potentielle Rohstoffbasis zur Chitin- und Chitosanherstellung.

### Galerie
- Krabbenfischer zu Pferde an der Nordseeküste (1941)

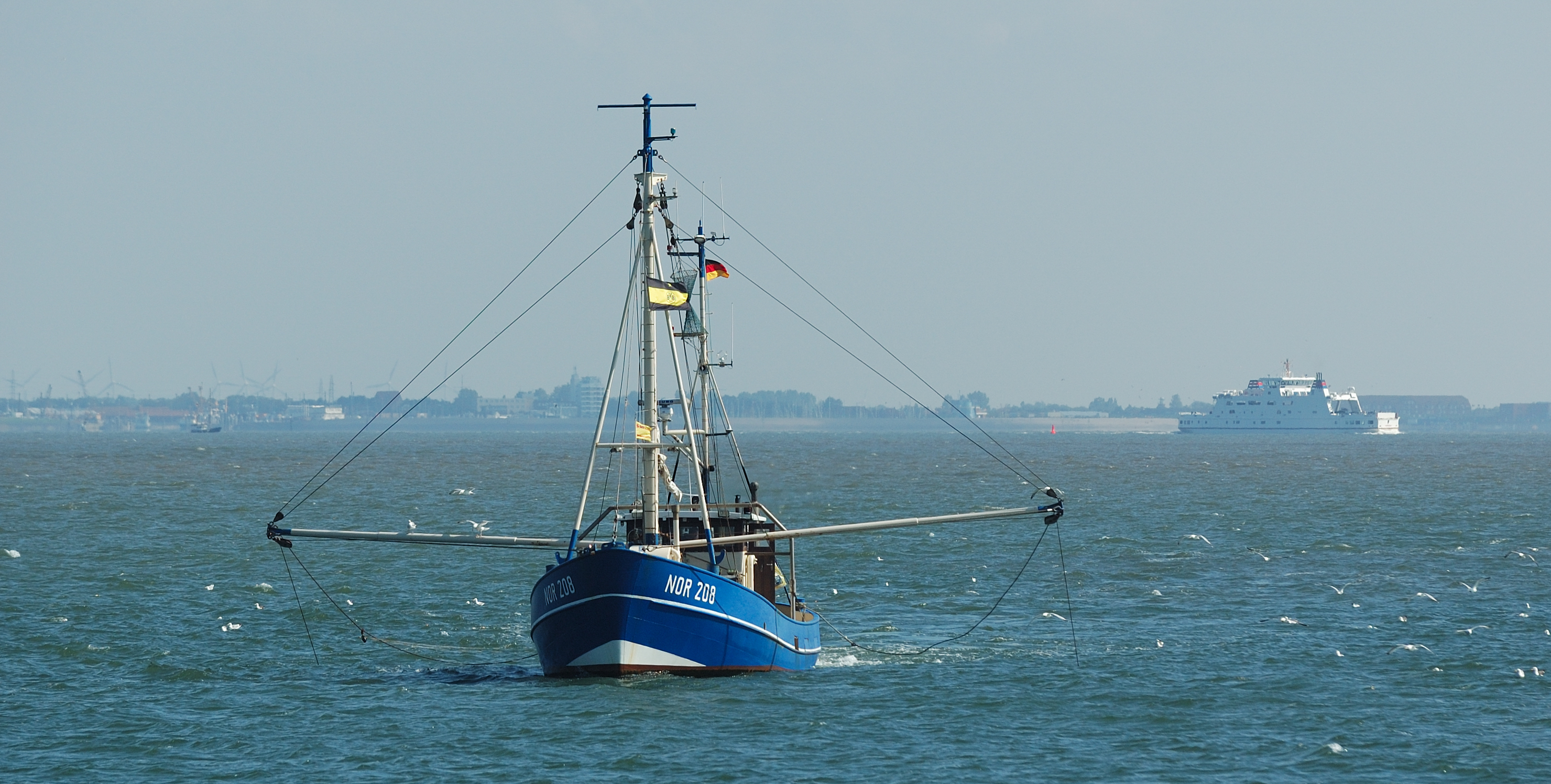
Krabbenkutter vor der deutschen Nordseeküste
Ein Fang Garnelen wird an Bord gekocht
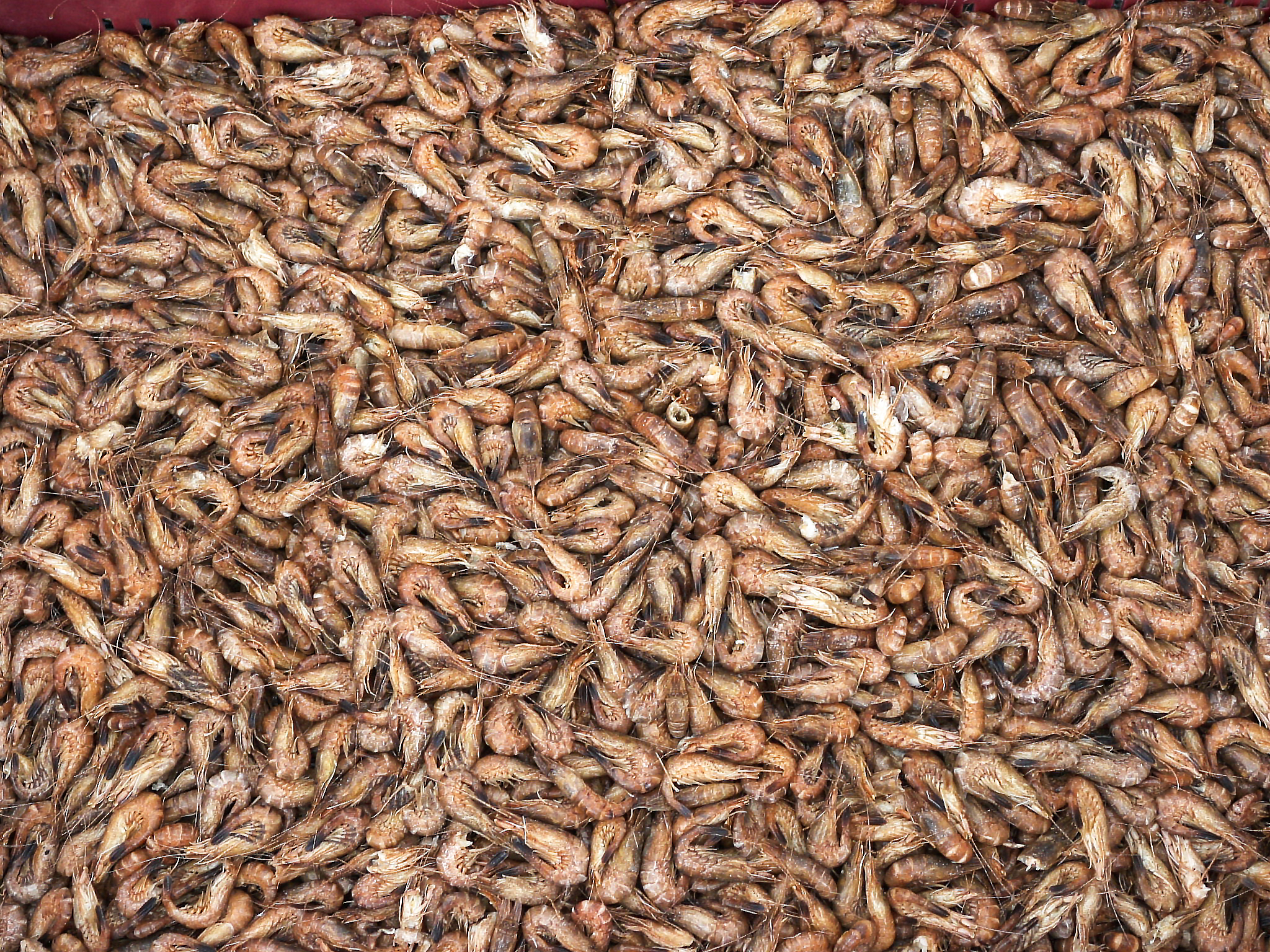
Nach dem Fang gekochte Garnelen

## Verwendung in der Küche

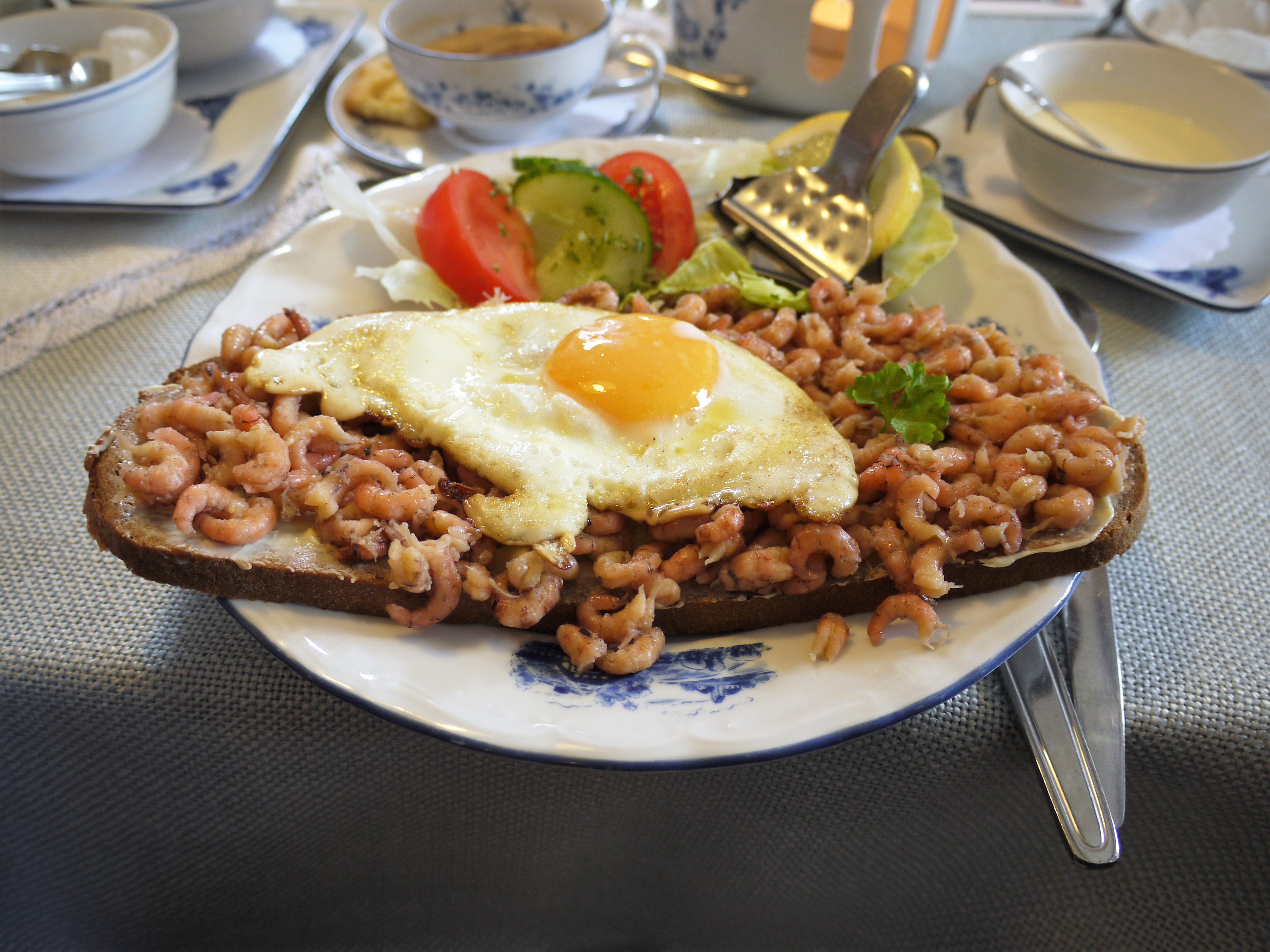
Typisches Krabbengericht: Krabbenbrot mit Spiegelei

Sogenannte Speisekrabben, die eine bestimmte Mindestgröße aufweisen, gelangen als Lebensmittel in den Handel und gelten als Delikatesse. Besonders beliebt sind Nordseegarnelen in Belgien, Norddeutschland und England, zudem stehen sie in anderen Nordsee-Anrainerstaaten wie Frankreich, Niederlande oder Dänemark ebenfalls oft auf dem Speisezettel. Sie werden weitgehend nach dem Fang bereits an Bord gekocht und sind nur in geringem Umfang als ungeschälte Speisekrabben an der Küste oder bei gut sortierten Fischhändlern erhältlich. Der Großteil wird, nach meist längerem Transport zu und vom Ort des „Pulens“, als geschältes Krabbenfleisch lose oder abgepackt über den Fisch- beziehungsweise Lebensmittelhandel vermarktet.
In Deutschland gelten sie als eine Spezialität Norddeutschlands und werden im allgemeinen Sprachgebrauch und besonders in der Küchensprache als Nordseekrabben, meist kurz als Krabben sowie auch als Porren (Nordfriesland) oder Granat (Ostfriesland), bezeichnet. Das nussig schmeckende Nordseekrabbenfleisch wird in der Norddeutschen Küche traditionell bei einer Reihe von Gerichten und Speisen verwendet.